# Point Widdows
Der Point Widdows ist eine Landspitze an der Küste des Enderbylands in Ostantarktika. Sie liegt auf der Westseite der Einfahrt zur Freeth Bay.
Luftaufnahmen, die 1956 im Rahmen der Australian National Antarctic Research Expeditions angefertigt wurden, dienten ihrer Kartierung. Das Antarctic Names Committee of Australia (ANCA) benannte sie nach E. Ian Widdows, Meteorologe auf der Mawson-Station im Jahr 1959.